# Konferenz hessischer Universitätspräsidien
Die Konferenz Hessischer Universitätspräsidien (KHU) ist ein Zusammenschluss der fünf hessischen Universitäten, bestehend aus der Technischen Universität Darmstadt, der Goethe-Universität Frankfurt, der Justus-Liebig-Universität Gießen, der Universität Kassel und der Philipps-Universität Marburg. Zu den Aufgaben der KHU zählt unter anderem die Stellungnahme zu hochschulpolitischen Themen. Die KHU ist Mitglied im Senat der Hochschulrektorenkonferenz (HRK). Sprecherin ist seit dem 1. Oktober 2022 Ute Clement, Präsidentin der Universität Kassel. Ab dem 1. Oktober 2024 wird die Sprecherrolle von Thomas Nauss, Präsident der Philipps-Universität Marburg, übernommen. Die Funktion nehmen die Präsidentinnen und Präsidenten der Mitgliedsuniversitäten im Rotationsverfahren jeweils im Wechsel von zwei Jahren wahr.

## Mitglieder
Die Präsidien der hessischen Universitäten tagen in regelmäßigen Abständen. Die Geschäftsstelle ist jeweils an derjenigen Universität angesiedelt, deren Präsidentin oder Präsident die Leitung übernimmt.  

## Wirken
Aufgabe der KHU ist es, Stellung zu verschiedenen hochschulpolitischen Themen zu nehmen. Ein Schwerpunkt bildet dabei die hessische Hochschulpolitik. Außerdem werden auch bildungs- und forschungspolitische Herausforderungen auf nationaler und europäischer Ebene diskutiert. Eine weitere Aufgabe dieser Konferenz ist es, die Wettbewerbsfähigkeit der beteiligten Universitäten zu sichern und auszubauen.